# Cacatachi (distrito)
Cacatachi é um distrito do Peru, departamento de San Martín, localizada na província de San Martín.

## Transporte
O distrito de Cacatachi é servido pela seguinte rodovia:
- SM-104, que liga o distrito à cidade de Lamas
- PE-5N, que liga o distrito de Chanchamayo (Região de Junín) à Ponte Integración (Fronteira Equador-Peru) - e a rodovia equatoriana E682 - no distrito de Namballe (Região de Cajamarca)  [1][2][3]